# Alberto Hurtado
Hurtado Szent Albert (Viña del Mar, Chile, 1901. január 22. – Santiago de Chile, 1952. augusztus 18.), polgári nevén Luis Alberto Hurtado Cruchaga chilei jezsuita szerzetes, a Krisztus Otthona mozgalom megalapítója.

## Élete
1923-ban jogász végzettséggel lépett be a Jezsuita Rendbe, 1933-ban szentelték pappá. Tanított a Szent Ignác Kollégiumban, részt vett a santiagói Katolikus Egyetem tanárképzésében, közben szabadidejét a szegénynegyedekben töltötte. Az 1940-es évek közepén alapította meg a fedél nélkülieket segítő Krisztus Otthona (El Hogar de Cristo) nevű mozgalmat. Mára a mozgalom számos chilei nagyvárosban rendelkezik házakkal, amelyek csecsemők és gyermekek, fiatalok és idősek, testi és szellemi fogyatékosok, illetve nagybetegek (köztük AIDS-esek) ezrei számára nyújtanak menedéket és az élet újrakezdésének lehetőségét. 1945-ben keresztény szociális szakszervezeti mozgalmat is indított (Acción Sindical y Económica Chilena, ASICH). 
1994-ben II. János Pál pápa boldoggá, 2005-ben XIV. Benedek pápa szentté avatta.

## Műve
Magyar nyelven megjelent könyve:
- Pedro Hurtado: Fényt ad életednek. Kairosz Kiadó, 2009. ISBN 9789636622794